# Список птахів Пакистану
Це перелік видів птахів, зафіксованих на території Пакистану. Авіфауна Пакистану налічує загалом 788 видів, з яких 1 є ендемічним.

## Позначки
Наступні теги використані для виділення деяких категорій птахів.
- (V) Випадковий — вид, який рідко або випадково трапляється в Пакистані
- (Ex) Локально вимерлий — вид, який більше не трапляється в Пакистані, хоча його популяції існують в інших місцях
- (Е) Ендемічий — вид, який є ендеміком Пакистану

## Гусеподібні(Anseriformes)
Родина: Качкові (Anatidae)
- Свистач рудий, Dendrocygna bicolor
- Свистач індійський, Dendrocygna javanica
- Гуска білолоба, Anser albifrons
- Гуска мала, Anser erythropus
- Гуска гірська, Anser indicus
- Гуска сіра, Anser anser
- Лебідь-шипун, Cygnus olor (V)
- Лебідь чорнодзьобий, Cygnus columbianus (V)
- Лебідь-кликун, Cygnus cygnus
- Качка шишкодзьоба, Sarkidiornis melanotos
- Огар рудий, Tadorna ferruginea
- Галагаз звичайний, Tadorna tadorna
- Чирянка-крихітка індійська, Nettapus coromandelianus
- Чирянка-квоктун, Sibirionetta formosa (V)
- Чирянка велика, Spatula querquedula
- Широконіска північна, Spatula clypeata
- Нерозень, Mareca strepera
- Качка далекосхідна, Mareca falcata
- Свищ євразійський, Mareca penelope
- Крижень чорний, Anas poecilorhyncha
- Крижень звичайний, Anas platyrhynchos
- Шилохвіст північний, Anas acuta
- Чирянка мала, Anas crecca
- Чирянка вузькодзьоба, Marmaronetta angustirostris
- Чернь червонодзьоба, Netta rufina
- Попелюх звичайний, Aythya ferina
- Чернь білоока, Aythya nyroca
- Чернь зеленоголова, Aythya baeri (V)
- Чернь чубата, Aythya fuligula
- Чернь морська, Aythya marila
- Турпан білокрилий, Melanitta fusca
- Морянка, Clangula hyemalis
- Гоголь зеленоголовий, Bucephala clangula
- Крех малий, Mergellus albellus
- Крех великий, Mergus merganser
- Крех середній, Mergus serrator
- Савка білоголова, Oxyura leucocephala

## Куроподібні(Galliformes)
Родина: Фазанові (Phasianidae)
- Павич звичайний, Pavo cristatus

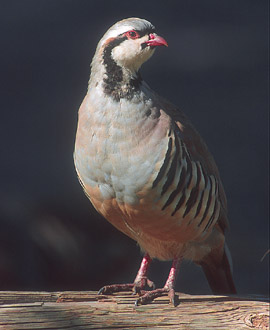
Кеклик кремовогорлий (Alectoris chukar) є національним птахом Пакистану

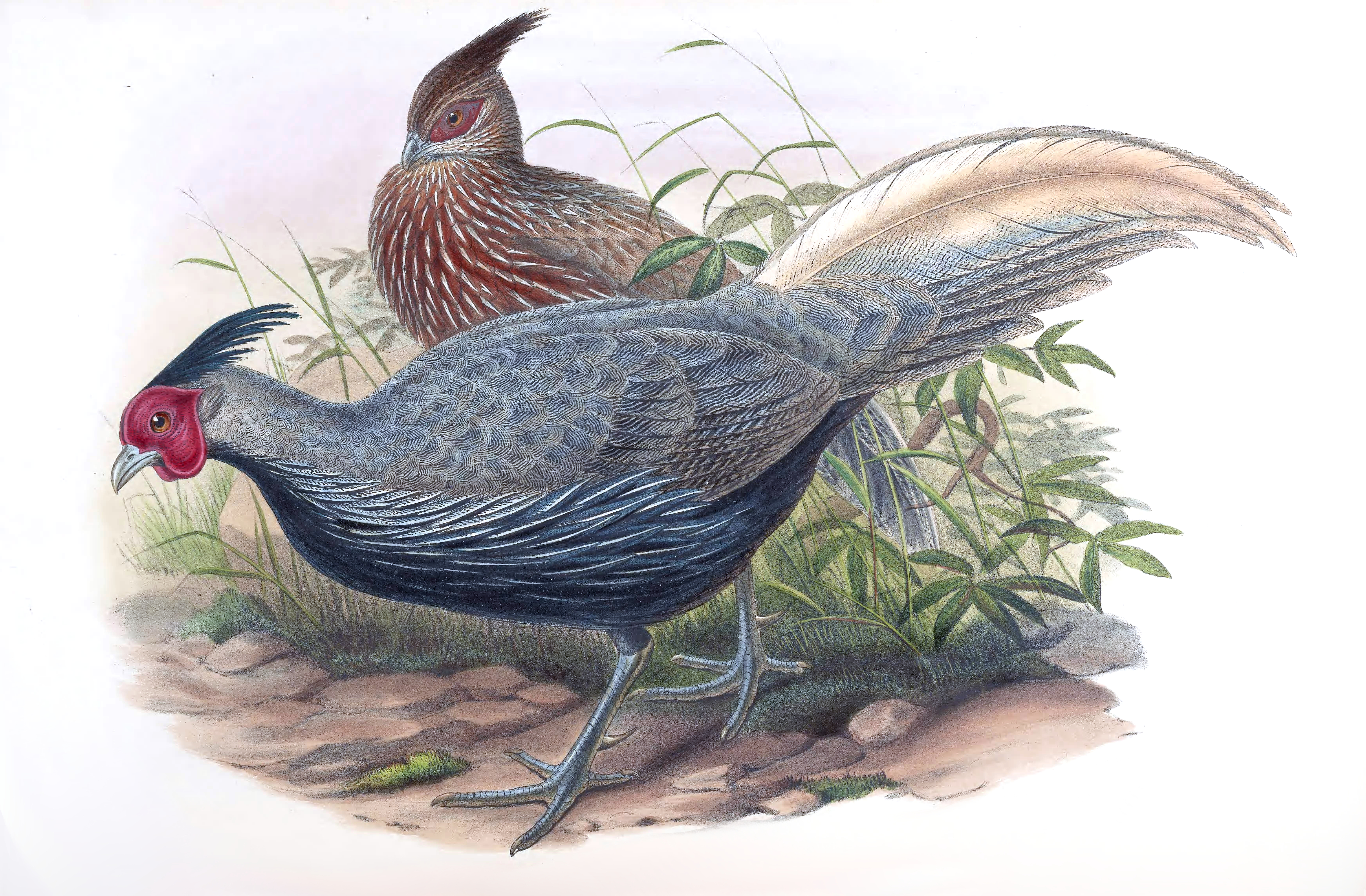
Лофур непальський (Lophura leucomelanos) є символом провінції Хайбер-Пахтунхва

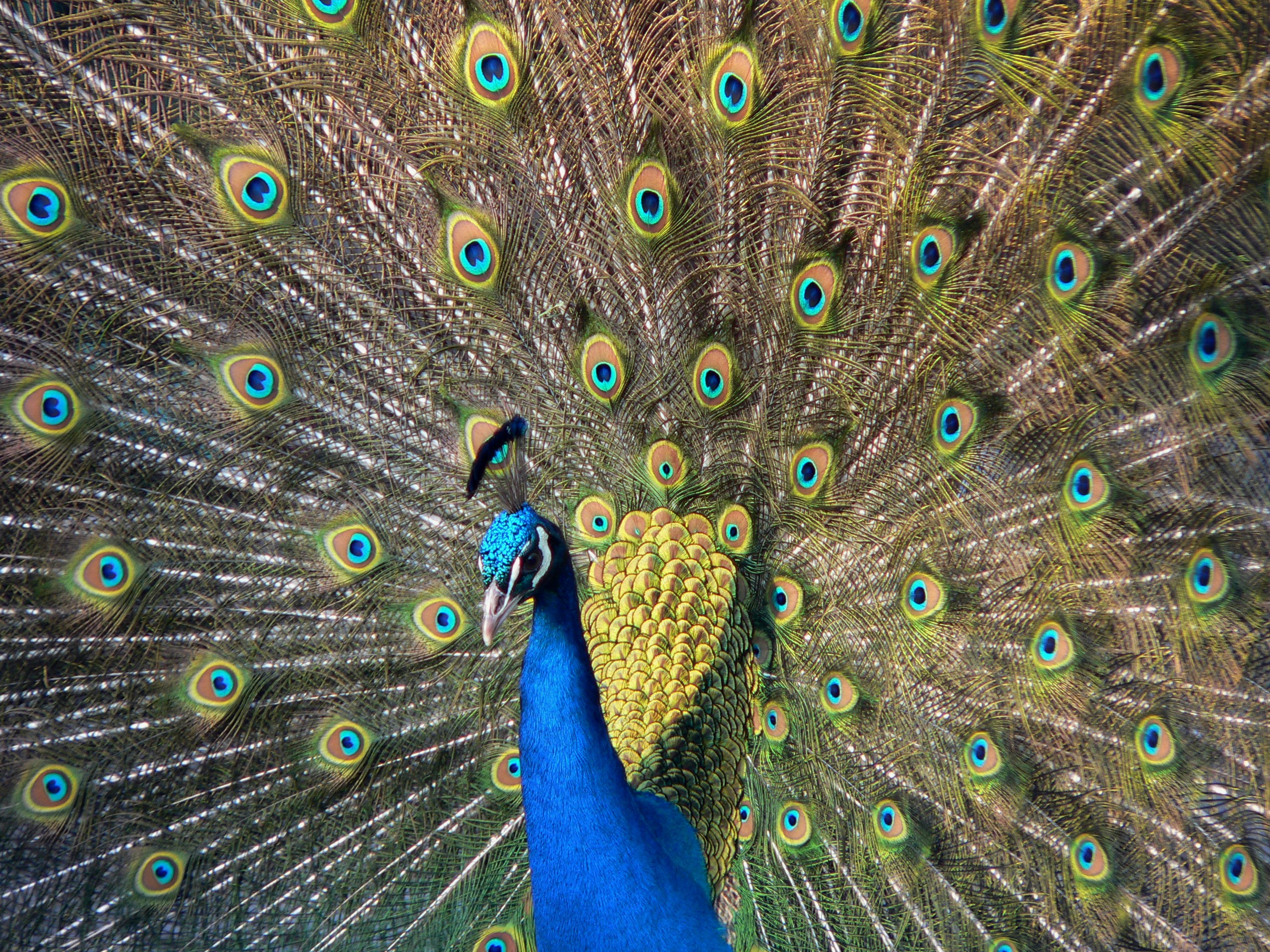
Павич звичайний (Pavo cristatus) є символом провінції Пенджаб

- Куріпка пустельна, Ammoperdix griseogularis
- Перепілка звичайна, Coturnix coturnix
- Перепілка чорновола, Coturnix coromandelica
- Кеклик кремовогорлий, Alectoris chukar
- Улар тибетський, Tetraogallus tibetanus
- Улар гімалайський, Tetraogallus himalayensis
- Перепілка чагарникова, Perdicula asiatica
- Турач туркменський, Francolinus francolinus
- Турач сірий, Ortygornis pondicerianus
- Курка банківська, Gallus gallus
- Монал гімалайський, Lophophorus impejanus
- Куріпка сніжна, Lerwa lerwa
- Трагопан чорноголовий, Tragopan melanocephalus
- Фазан гімалайський, Catreus wallichii
- Лофур непальський, Lophura leucomelanos
- Коклас, Pucrasia macrolopha

## Фламінгоподібні(Phoenicopteriformes)
Родина: Фламінгові (Phoenicopteridae)
- Фламінго рожевий, Phoenicopterus roseus
- Фламінго малий, Phoenicopterus minor

## Пірникозоподібні(Podicipediformes)
Родина: Пірникозові (Podicipedidae)
- Пірникоза мала, Tachybaptus ruficollis
- Пірникоза червоношия, Podiceps auritus
- Пірникоза сірощока, Podiceps grisegena
- Пірникоза велика, Podiceps cristatus
- Пірникоза чорношия, Podiceps nigricollis

## Голубоподібні(Columbiformes)
Родина: Голубові (Columbidae)
- Голуб сизий, Columba livia
- Голуб скельний, Columba rupestris
- Голуб білоспинний, Columba leuconota
- Голуб-синяк, Columba oenas (V)
- Голуб бурий, Columba eversmanni
- Припутень, Columba palumbus
- Columba hodgsonii
- Горлиця звичайна, Streptopelia turtur
- Горлиця велика, Streptopelia orientalis
- Горлиця садова, Streptopelia decaocto
- Streptopelia tranquebarica
- Горлиця китайська, Spilopelia chinensis
- Горлиця мала, Spilopelia senegalensis
- Горлиця капська, Oena capensis (V)
- Chalcophaps indica
- Вінаго жовтошиїй, Treron phoenicopterus
- Вінаго клинохвостий, Treron sphenurus
- Вінаго зеленолобий, Treron bicinctus
- Вінаго індокитайський, Treron curvirostra

## Рябкоподібні(Pterocliformes)
Родина: Рябкові (Pteroclidae)
- Саджа тибетська, Syrrhaptes tibetanus
- Рябок білочеревий, Pterocles alchata
- Рябок пустельний, Pterocles exustus
- Рябок сенегальський, Pterocles senegallus
- Рябок чорночеревий, Pterocles orientalis
- Рябок рудоголовий, Pterocles coronatus
- Рябок абісинський, Pterocles lichtensteinii
- Рябок індійський, Pterocles indicus

## Дрохвоподібні(Otidiformes)
Родина: Дрохвові (Otididae)
- Дрохва євразійська, Otis tarda

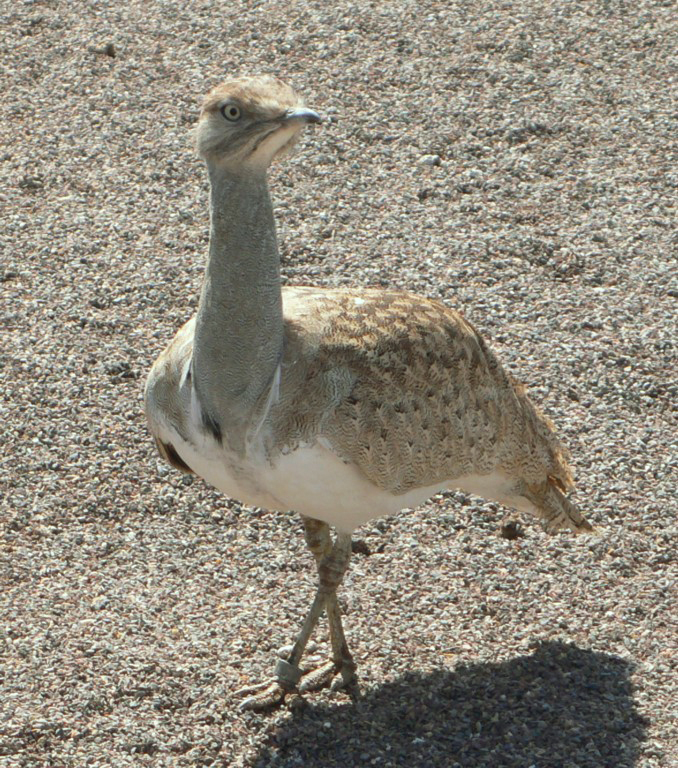
Джек східний (Chlamydotis macqueenii) є символом провінції Белуджистан

- Дрохва індійська, Ardeotis nigriceps
- Джек східний, Chlamydotis macqueenii
- Флорікан індійський, Sypheotides indicus
- Хохітва, Tetrax tetrax

## Зозулеподібні(Cuculiformes)
Родина: Зозулеві (Cuculidae)
- Коукал рудокрилий, Centropus sinensis
- Коукал малий, Centropus bengalensis (A)
- Малкога індійська, Taccocua leschenaultii
- Зозуля строката, Clamator jacobinus
- Eudynamys scolopacea
- Кукавка сіровола, Cacomantis merulinus
- Кукавка мала, Cacomantis passerinus
- Зозуля велика, Hierococcyx sparverioides
- Зозуля білогорла, Hierococcyx varius
- Зозуля мала, Cuculus poliocephalus
- Зозуля короткокрила, Cuculus micropterus
- Зозуля глуха, Cuculus saturatus
- Зозуля звичайна, Cuculus canorus
- Зозуля сибірська, Cuculus optatus

## Дрімлюгоподібні(Caprimulgiformes)
Родина: Дрімлюгові (Caprimulgidae)
- Дрімлюга маньчжурський, Caprimulgus jotaka
- Дрімлюга звичайний, Caprimulgus europaeus
- Дрімлюга буланий, Caprimulgus aegyptius
- Дрімлюга пакистанський, Caprimulgus mahrattensis
- Дрімлюга великохвостий, Caprimulgus macrurus
- Дрімлюга індійський, Caprimulgus asiaticus
- Дрімлюга савановий, Caprimulgus affinis

## Серпокрильцеподібні(Apodiformes)
Родина: Серпокрильцеві (Apodidae)
- Колючохвіст білогорлий, Hirundapus caudacutus
- Салангана гімалайська, Aerodramus brevirostris
- Серпокрилець білочеревий, Tachymarptis melba
- Серпокрилець чорний, Apus apus
- Серпокрилець блідий, Apus pallidus
- Серпокрилець асамський, Apus leuconyx
- Серпокрилець малий, Apus affinis
- Серпокрилець непальський, Apus nipalensis
- Серпокрилець південноазійський, Cypsiurus balasiensis

## Журавлеподібні(Gruiformes)
Родина: Пастушкові (Rallidae)
- Пастушок водяний, Rallus aquaticus
- Деркач лучний, Crex crex (V)
- Пастушок рудоголовий, Lewinia striata
- Погонич звичайний, Porzana porzana
- Курочка водяна, Gallinula chloropus
- Лиска звичайна, Fulica atra
- Султанка сіроголова, Porphyrio poliocephalus
- Курочка рогата, Gallicrex cinerea
- Багновик білогрудий, Amaurornis phoenicurus
- Погонич сіроногий, Rallina eurizonoides
- Погонич індійський, Zapornia fusca
- Багновик бурий, Zapornia akool
- Погонич малий, Zapornia parva
- Погонич-крихітка, Zapornia pusilla

Родина: Журавлеві (Gruidae)
- Журавель степовий, Anthropoides virgo
- Журавель білий, Leucogeranus leucogeranus (Ex?)
- Журавель індійський,  Antigone antigone
- Журавель сірий, Grus grus
- Журавель чорний, Grus monacha(V)

## Сивкоподібні(Charadriiformes)
Родина: Лежневі (Burhinidae)
- Лежень степовий, Burhinus oedicnemus
- Лежень індійський, Burhinus indicus
- Лежень великий, Esacus recurvirostris

Родина: Чоботарові (Recurvirostridae)
- Кулик-довгоніг чорнокрилий, Himantopus himantopus
- Чоботар синьоногий, Recurvirostra avosetta

Родина: Серподзьобові (Ibidorhynchidae)
- Серподзьоб, Ibidorhyncha struthersii

Родина: Куликосорокові (Haematopodidae)
- Кулик-сорока євразійський, Haematopus ostralegus

Родина: Сивкові (Charadriidae)
- Сивка морська, Pluvialis squatarola
- Сивка звичайна, Pluvialis apricaria
- Сивка бурокрила, Pluvialis fulva
- Чайка чубата, Vanellus vanellus
- Чайка річкова, Vanellus duvaucelii (V)
- Чайка малабарська, Vanellus malabaricus
- Чайка індійська, Vanellus indicus
- Чайка степова, Vanellus gregarius
- Чайка білохвоста, Vanellus leucurus
- Пісочник монгольський, Charadrius mongolus
- Пісочник товстодзьобий, Charadrius leschenaultii
- Пісочник морський, Charadrius alexandrinus
- Пісочник великий, Charadrius hiaticula
- Пісочник малий, Charadrius dubius

Родина: Мальованцеві (Rostratulidae)
- Мальованець афро-азійський, Rostratula benghalensis

Родина: Яканові (Jacanidae)
- Якана довгохвоста, Hydrophasianus chirurgus
- Якана білоброва, Metopidius indicus

Родина: Баранцеві (Scolopacidae)
- Кульон середній, Numenius phaeopus
- Кульон великий, Numenius arquata
- Грицик малий, Limosa lapponica
- Грицик великий, Limosa limosa
- Крем'яшник звичайний, Arenaria interpres
- Побережник великий, Calidris tenuirostris
- Побережник ісландський, Calidris canutus (V)
- Брижач, Calidris pugnax
- Побережник болотяний, Calidris falcinellus
- Побережник гострохвостий, Calidris acuminata (V)
- Побережник червоногрудий, Calidris ferruginea
- Побережник білохвостий, Calidris temminckii
- Побережник білий, Calidris alba
- Побережник чорногрудий, Calidris alpina
- Побережник малий, Calidris minuta
- Баранець малий, Lymnocryptes minimus
- Слуква лісова, Scolopax rusticola
- Баранець-самітник, Gallinago solitaria
- Баранець гімалайський, Gallinago nemoricola
- Баранець звичайний, Gallinago gallinago
- Баранець азійський, Gallinago stenura
- Мородунка, Xenus cinereus
- Плавунець круглодзьобий, Phalaropus lobatus
- Плавунець плоскодзьобий, Phalaropus fulicarius (V)
- Набережник палеарктичний, Actitis hypoleucos
- Коловодник лісовий, Tringa ochropus
- Коловодник чорний, Tringa erythropus
- Коловодник великий, Tringa nebularia
- Коловодник ставковий, Tringa stagnatilis
- Коловодник болотяний, Tringa glareola
- Коловодник звичайний, Tringa totanus

Родина: Триперсткові (Turnicidae)
- Триперстка африканська, Turnix sylvatica
- Триперстка жовтонога, Turnix tanki
- Триперстка смугаста, Turnix suscitator

Родина: Крабоїдові (Dromadidae)
- Крабоїд, Dromas ardeola

Родина: Дерихвостові (Glareolidae)
- Бігунець пустельний, Cursorius cursor
- Бігунець індійський, Cursorius coromandelicus
- Дерихвіст лучний, Glareola pratincola
- Дерихвіст забайкальський, Glareola maldivarum
- Дерихвіст малий, Glareola lactea

Родина: Поморникові (Stercorariidae)
- Поморник середній, Stercorarius pomarinus
- Поморник короткохвостий, Stercorarius parasiticus

Родина: Мартинові (Laridae)
- Мартин трипалий, Rissa tridactyla (V)
- Мартин тонкодзьобий, Chroicocephalus genei
- Мартин звичайний, Chroicocephalus ridibundus
- Мартин буроголовий, Chroicocephalus brunnicephalus
- Мартин малий, Hydrocoloeus minutus (V)
- Мартин аденський, Ichthyaetus hemprichii
- Мартин каспійський, Ichthyaetus ichthyaetus
- Мартин сизий, Larus canus
- Мартин сріблястий, Larus argentatus
- Мартин жовтоногий, Larus cachinnans
- Мартин чорнокрилий, Larus fuscus
- Крячок бурий, Anous stolidus
- Крячок бурокрилий, Onychoprion anaethetus
- Крячок малий, Sternula albifrons
- Крячок мекранський, Sternula saundersi
- Крячок чорнодзьобий, Gelochelidon nilotica
- Крячок каспійський, Hydroprogne caspia
- Крячок білокрилий, Chlidonias leucopterus
- Крячок білощокий, Chlidonias hybrida
- Крячок річковий, Sterna hirundo
- Крячок чорночеревий, Sterna acuticauda
- Крячок індійський, Sterna aurantia
- Крячок аравійський, Sterna repressa
- Крячок жовтодзьобий, Thalasseus bergii
- Крячок рябодзьобий, Thalasseus sandvicensis
- Крячок бенгальський, Thalasseus bengalensis
- Водоріз індійський, Rynchops albicollis

## Фаетоноподібні(Phaethontiformes)
Родина: Фаетонові (Phaethontidae)
- Фаетон червонодзьобий, Phaethon aethereus
- Фаетон червонохвостий, Phaethon rubricauda

## Гагароподібні(Gaviiformes)
Родина: Гагарові (Gaviidae)
- Гагара червоношия, Gavia stellata
- Гагара полярна, Gavia immer (V)

## Буревісникоподібні(Procellariiformes)
Родина: Океанникові (Oceanitidae)
- Океанник Вільсона, Oceanites oceanicus

Родина: Буревісникові (Procellariidae)
- Бульверія товстодзьоба, Bulweria fallax (V)
- Буревісник світлоногий, Ardenna carneipes
- Буревісник клинохвостий, Ardenna pacificus (V)
- Буревісник тонкодзьобий, Ardenna tenuirostris (V)
- Буревісник реюньйонський, Puffinus bailloni
- Буревісник каріамуріанський, Puffinus persicus

## Лелекоподібні(Ciconiiformes)
Родина: Лелекові (Ciconiidae)
- Лелека-молюскоїд індійський, Anastomus oscitans
- Лелека чорний, Ciconia nigra
- Лелека білошиїй, Ciconia episcopus
- Лелека білий, Ciconia ciconia
- Ябіру азійський, Ephippiorhynchus asiaticus
- Марабу індійський, Leptoptilos dubius (V)
- Лелека-тантал індійський, Mycteria leucocephala

## Сулоподібні(Suliformes)
Родина: Сулові (Sulidae)
- Сула жовтодзьоба, Sula dactylatra

Родина: Змієшийкові (Anhingidae)
- Змієшийка чорночерева, Anhinga melanogaster

Родина: Бакланові (Phalacrocoracidae)
- Баклан яванський, Microcarbo niger
- Баклан великий, Phalacrocorax carbo
- Баклан індійський, Phalacrocorax fuscicollis
- Баклан малий, Microcarbo pygmeus (V)

## Пеліканоподібні(Pelecaniformes)
Родина: Пеліканові (Pelecanidae)
- Пелікан рожевий, Pelecanus onocrotalus
- Пелікан сірий, Pelecanus philippensis
- Пелікан кучерявий, Pelecanus crispus

Родина: Чаплеві (Ardeidae)
- Бугай водяний, Botaurus stellaris
- Бугайчик китайський, Ixobrychus sinensis
- Бугайчик звичайний, Ixobrychus minutus
- Бугайчик рудий, Ixobrychus cinnamomeus
- Бугайчик чорний, Ixobrychus flavicollis
- Чапля сіра, Ardea cinerea
- Чапля-велетень, Ardea goliath (V)
- Чапля руда, Ardea purpurea
- Чепура велика, Ardea alba
- Чепура середня, Ardea intermedia
- Чепура мала, Egretta garzetta
- Чапля рифова, Egretta gularis
- Чапля єгипетська, Bubulcus ibis
- Чапля жовта, Ardeola ralloides (V)
- Чапля індійська, Ardeola grayii
- Чапля китайська, Ardeola bacchus (V)
- Чапля мангрова, Butorides striata
- Квак звичайний, Nycticorax nycticorax

Родина: Ібісові (Threskiornithidae)
- Коровайка бура, Plegadis falcinellus
- Ібіс сивоперий, Threskiornis melanocephalus
- Ібіс індійський, Pseudibis papillosa
- Косар білий, Platalea leucorodia

## Яструбоподібні(Accipitriformes)
Родина: Скопові (Pandionidae)
- Скопа, Pandion haliaetus

Родина: Яструбові (Accipitridae)
- Шуліка чорноплечий, Elanus caeruleus
- Ягнятник, Gypaetus barbatus
- Стерв'ятник, Neophron percnopterus
- Осоїд євразійський, Pernis apivorus
- Осоїд чубатий, Pernis ptilorhynchus
- Sarcogyps calvus
- Гриф чорний, Aegypius monachus
- Сип бенгальський, Gyps bengalensis
- Сип індійський, Gyps indicus
- Gyps tenuirostris
- Кумай, Gyps himalayensis
- Сип білоголовий, Gyps fulvus
- Змієїд чубатий, Spilornis cheela
- Змієїд блакитноногий, Circaetus gallicus
- Орел-чубань гірський, Nisaetus nipalensis
- Орел чорний, Ictinaetus malaiensis
- Підорлик малий, Clanga pomarina
- Підорлик індійський, Clanga hastata
- Підорлик великий, Clanga clanga
- Орел-карлик, Hieraaetus pennatus
- Орел рудий, Aquila rapax
- Орел степовий, Aquila nipalensis
- Орел-могильник, Aquila heliaca
- Беркут, Aquila chrysaetos
- Орел-карлик яструбиний, Aquila fasciata
- Канюк білоокий, Butastur teesa
- Лунь очеретяний, Circus aeruginosus
- Лунь польовий, Circus cyaneus
- Лунь степовий, Circus macrourus
- Circus melanoleucos
- Лунь лучний, Circus pygargus
- Яструб туркестанський, Accipiter badius
- Яструб яванський, Accipiter virgatus
- Яструб малий, Accipiter nisus
- Яструб великий, Accipiter gentilis
- Шуліка чорний, Milvus migrans
- Шуліка королівський, Haliastur indus
- Орлан-білохвіст, Haliaeetus albicilla
- Орлан-довгохвіст, Haliaeetus leucoryphus
- Орлан білочеревий, Haliaeetus leucogaster
- Канюк звичайний, Buteo buteo
- Buteo refectus
- Buteo japonicus
- Канюк степовий, Buteo rufinus
- Канюк монгольський, Buteo hemilasius

## Совоподібні(Strigiformes)
Родина: Сипухові (Tytonidae)
- Сипуха крапчаста, Tyto alba

Родина: Совові (Strigidae)
- Сплюшка гірська, Otus spilocephalus
- Сплюшка індійська, Otus bakkamoena
- Сплюшка бангладеська, Otus lettia
- Сплюшка євразійська, Otus scops
- Сплюшка булана, Otus brucei
- Сплюшка східноазійська, Otus sunia
- Пугач звичайний, Bubo bubo
- Пугач індійський, Bubo bengalensis
- Пугач брунатний, Bubo coromandus
- Сова біла, Bubo scandiacus (V)
- Пугач-рибоїд бурий, Ketupa zeylonensis
- Сичик-горобець малий, Taenioptynx brodiei
- Сичик-горобець азійський, Glaucidium cuculoides
- Сич брамінський, Athene brama
- Сич хатній, Athene noctua
- Сова мангрова, Strix ocellata
- Сова бура, Strix leptogrammica
- Сова сіра, Strix aluco
- Сова гімалайська, Strix nivicolum
- Сова бліда, Strix hadorami
- Сова вухата, Asio otus
- Сова болотяна, Asio flammeus
- Сова-голконіг далекосхідна, Ninox scutulata
- Сич волохатий, Aegolius funereus

## Bucerotiformes
Родина: Одудові (Upupidae)
- Одуд, Upupa epops

Родина: Птахи-носороги (Bucerotidae)
- Токо індійський, Ocyceros birostris
- Птах-носоріг малабарський, Anthracoceros albirostris

## Сиворакшоподібні(Coraciiformes)
Родина: Рибалочкові (Alcedinidae)
- Рибалочка блакитний, Alcedo atthis
- Альціон білогрудий, Halcyon smyrnensis
- Альціон чорноголовий, Halcyon pileata (V)
- Рибалочка-чубань азійський, Megaceryle lugubris
- Рибалочка строкатий, Ceryle rudis

Родина: Бджолоїдкові (Meropidae)
- Бджолоїдка мала, Merops orientalis
- Бджолоїдка зелена, Merops persicus
- Бджолоїдка синьохвоста, Merops philippinus
- Бджолоїдка звичайна, Merops apiaster

Родина: Сиворакшові (Coraciidae)
- Сиворакша євразійська, Coracias garrulus
- Сиворакша бенгальська, Coracias benghalensis
- Широкорот східний, Eurystomus orientalis

## Дятлоподібні(Piciformes)
Родина: Бородастикові (Megalaimidae)
- Бородастик червоноголовий, Psilopogon haemacephalus
- Бородастик великий, Psilopogon virens
- Бородастик цейлонський, Psilopogon zeylanicus
- Бородастик блакитнощокий, Psilopogon asiaticus

Родина: Воскоїдові (Indicatoridae)
- Воскоїд гімалайський, Indicator xanthonotus

Родина: Дятлові (Picidae)
- Крутиголовка звичайна, Jynx torquilla
- Добаш індійський, Picumnus innominatus
- Дятел рудоголовий, Yungipicus nanus
- Дятел сіролобий, Yungipicus canicapillus
- Leiopicus mahrattensis
- Dendrocoptes auriceps
- Dendrocopos hyperythrus
- Dendrocopos macei
- Dendrocopos himalayensis
- Dendrocopos assimilis (E)
- Ятла руда, Micropternus brachyurus
- Дзьобак чорногузий, Dinopium benghalense
- Picus squamatus
- Жовна сива, Picus canus
- Жовна мала, Picus chlorolophus (V)

## Соколоподібні(Falconiformes)
Родина: Соколові (Falconidae)
- Боривітер степовий, Falco naumanni
- Боривітер звичайний, Falco tinnunculus
- Турумті, Falco chicquera
- Кібчик червононогий, Falco vespertinus
- Кібчик амурський, Falco amurensis
- Підсоколик сірий, Falco concolor
- Підсоколик малий, Falco columbarius
- Підсоколик великий, Falco subbuteo
- Підсоколик східний, Falco severus
- Ланер, Falco biarmicus
- Лагар, Falco jugger
- Балабан, Falco cherrug
- Кречет, Falco rusticolus
- Сапсан, Falco peregrinus

## Папугоподібні(Psittaciformes)
Родина: Psittaculidae

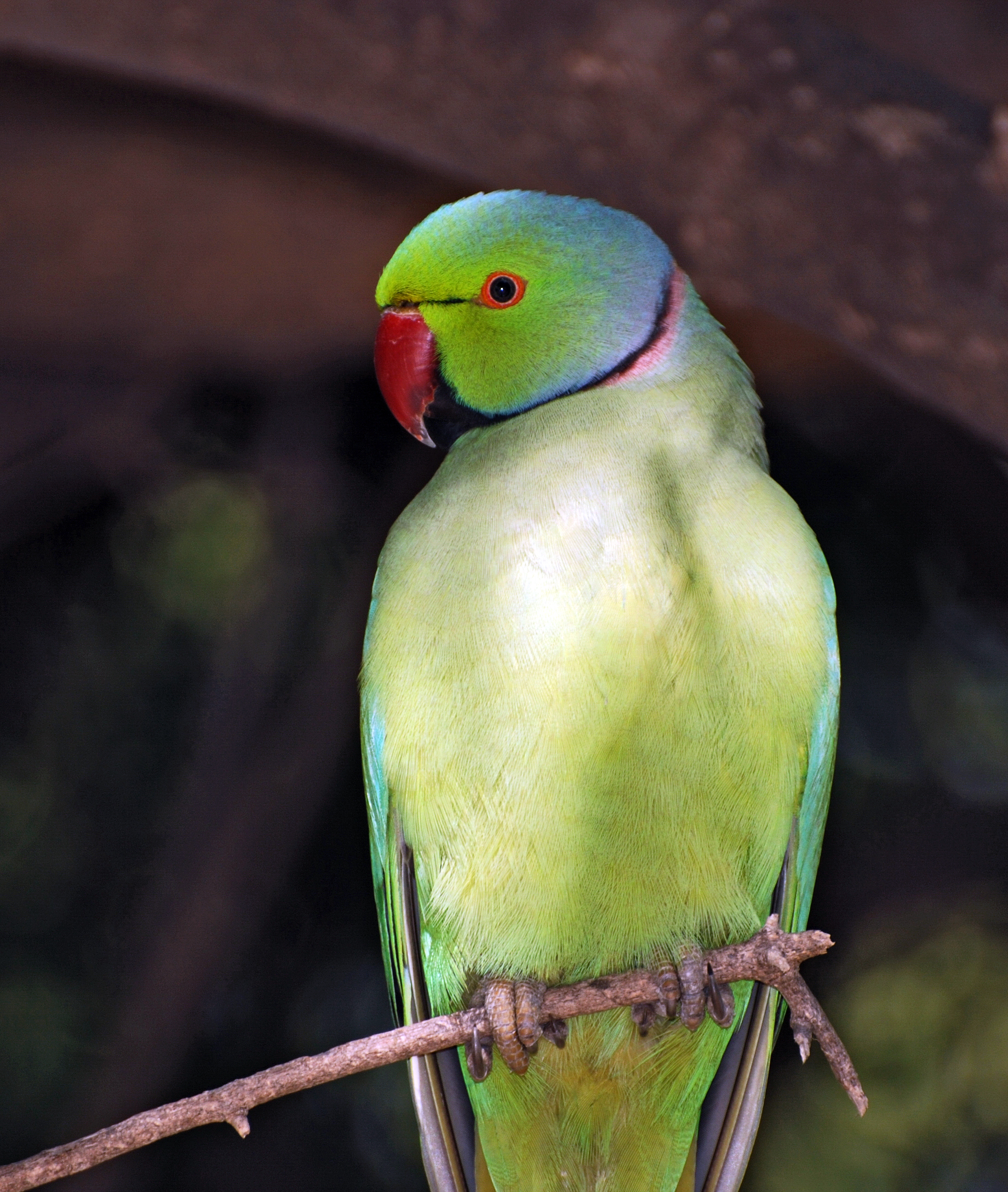
Папуга Крамера (Psittacula krameri) є символом Ісламабаду

- Папуга індійський, Psittacula eupatria
- Папуга Крамера, Psittacula krameri
- Папужець гімалайський, Psittacula himalayana
- Папужець фіолетовоголовий, Psittacula cyanocephala

## Горобцеподібні(Passeriformes)
Родина: Рогодзьобові (Eurylaimidae)
- Рогодзьоб довгохвостий, Psarisomus dalhousiae (V)

Родина: Пітові (Pittidae)
- Піта короткохвоста, Pitta brachyura

Родина: Личинкоїдові (Campephagidae)
- Личинкоїд білокрилий, Pericrocotus erythropygius
- Личинкоїд малий, Pericrocotus cinnamomeus
- Личинкоїд сірощокий, Pericrocotus solaris
- Личинкоїд китайський, Pericrocotus ethologus
- Личинкоїд пломенистий, Pericrocotus speciosus
- Личинкоїд рожевий, Pericrocotus roseus
- Шикачик великий, Coracina macei
- Шикачик чорнокрилий, Lalage melaschistos
- Шикачик чорноголовий, Lalage melanoptera

Родина: Віреонові (Vireonidae)
- Янчик гімалайський, Pteruthius ripleyi
- Янчик рододендровий, Pteruthius aeralatus
- Янчик оливковий, Pteruthius xanthochlorus

Родина: Вивільгові (Oriolidae)
- Вивільга звичайна, Oriolus oriolus
- Вивільга індійська, Oriolus kundoo
- Вивільга чорноголова, Oriolus chinensis
- Вивільга східна, Oriolus xanthornus
- Вивільга червона, Oriolus traillii

Родина: Вангові (Vangidae)
- Ванговець малий, Tephrodornis pondicerianus

Родина: Йорові (Aegithinidae)
- Йора чорнокрила, Aegithina tiphia
- Йора мала, Aegithina nigrolutea

Родина: Віялохвісткові (Rhipiduridae)
- Віялохвістка білогорла, Rhipidura albicollis
- Віялохвістка білоброва, Rhipidura aureola

Родина: Дронгові (Dicruridae)
- Дронго чорний, Dicrurus macrocercus
- Дронго сірий, Dicrurus leucophaeus
- Дронго білочеревий, Dicrurus caerulescens
- Дронго лірохвостий, Dicrurus hottentottus

Родина: Монархові (Monarchidae)
- Монаршик гіацинтовий, Hypothymis azurea
- Монарх-довгохвіст азійський, Terpsiphone paradisi

Родина: Сорокопудові (Laniidae)
- Сорокопуд терновий, Lanius collurio
- Lanius phoenicuroides
- Сорокопуд рудохвостий, Lanius isabellinus
- Сорокопуд сибірський, Lanius cristatus
- Сорокопуд індійський, Lanius vittatus
- Сорокопуд довгохвостий, Lanius schach
- Сорокопуд тибетський, Lanius tephronotus
- Сорокопуд сірий, Lanius excubitor
- Сорокопуд чорнолобий, Lanius minor (V)
- Сорокопуд червоноголовий, Lanius senator

Родина: Воронові (Corvidae)
- Сойка звичайна, Garrulus glandarius
- Сойка гімалайська, Garrulus lanceolatus
- Кіта жовтодзьоба, Urocissa flavirostris
- Кіта червонодзьоба, Urocissa erythroryncha
- Вагабунда світлокрила, Dendrocitta vagabunda
- Вагабунда сіровола, Dendrocitta formosae
- Сорока звичайна, Pica pica
- Горіхівка крапчаста, Nucifraga caryocatactes
- Горіхівка кашмірська, Nucifraga multipunctata
- Галка червонодзьоба, Pyrrhocorax pyrrhocorax
- Галка альпійська, Pyrrhocorax graculus
- Галка звичайна, Corvus monedula
- Ворона індійська, Corvus splendens
- Грак, Corvus frugilegus
- Ворона чорна, Corvus corone
- Ворона сіра, Corvus cornix
- Ворона великодзьоба, Corvus macrorhynchos
- Крук пустельний, Corvus ruficollis
- Крук звичайний, Corvus corax

Родина: Stenostiridae
- Віялохвістка жовточерева, Chelidorhynx hypoxanthus
- Канарниця сіроголова, Culicicapa ceylonensis

Родина: Синицеві (Paridae)
- Ремез вогнистоголовий, Cephalopyrus flammiceps
- Синиця чорна, Periparus ater
- Синиця афганська, Periparus rufonuchalis
- Синиця рудогуза, Periparus rubidiventris
- Синиця сірочуба, Lophophanes dichrous
- Синиця біла, Cyanistes cyanus
- Синиця зеленоспинна, Parus monticolus
- Синиця велика, Parus major
- Синиця південноазійська, Parus cinereus
- Синиця гімалайська, Machlolophus xanthogenys
- Синиця біла, Cyanistes cyanus

Родина: Ремезові (Remizidae)
- Ремез звичайний, Remiz pendulinus
- Ремез азійський, Remiz coronatus

Родина: Жайворонкові (Alaudidae)
- Пікір великий, Alaemon alaudipes
- Жайворонок вохристий, Ammomanes cinctura
- Жайворонок рудохвостий, Ammomanes phoenicura
- Жайворонок пустельний, Ammomanes deserti
- Жервінчик білолобий, Eremopterix nigriceps
- Жервінчик сірий, Eremopterix griseus
- Фірлюк чагарниковий, Mirafra cantillans
- Фірлюк рудокрилий, Mirafra erythroptera
- Жайворонок рогатий, Eremophila alpestris
- Жайворонок малий, Calandrella brachydactyla
- Calandrella dukhunensis
- Жайворонок тонкодзьобий, Calandrella acutirostris
- Жайворонок двоплямистий, Melanocorypha bimaculata
- Alaudala heinei
- Жайворонок крихітний, Alaudala raytal
- Жайворонок польовий, Alauda arvensis
- Жайворонок індійський, Alauda gulgula
- Посмітюха звичайна, Galerida cristata

Родина: Panuridae
- Синиця вусата, Panurus biarmicus (V)

Родина: Тамікові (Cisticolidae)
- Кравчик довгохвостий, Orthotomus sutorius
- Принія гірська, Prinia crinigera
- Принія сіроголова, Prinia cinereocapilla
- Принія рудолоба, Prinia buchanani
- Принія попеляста, Prinia hodgsonii
- Prinia lepida
- Принія джунглева, Prinia sylvatica
- Принія жовточерева, Prinia flaviventris
- Принія рудочерева, Prinia socialis
- Принія вохристобока, Prinia inornata
- Таміка віялохвоста, Cisticola juncidis

Родина: Очеретянкові (Acrocephalidae)
- Берестянка мала, Iduna caligata
- Берестянка південна, Iduna rama
- Берестянка пустельна, Hippolais languida
- Очеретянка тонкодзьоба, Acrocephalus melanopogon
- Очеретянка лучна, Acrocephalus schoenobaenus (V)
- Очеретянка індійська, Acrocephalus agricola
- Очеретянка тупокрила, Acrocephalus concinens
- Очеретянка садова, Acrocephalus dumetorum
- Очеретянка великодзьоба, Acrocephalus orinus (V)
- Очеретянка ставкова, Acrocephalus scirpaceus (V)
- Очеретянка велика, Acrocephalus arundinaceus (V)
- Очеретянка південна, Acrocephalus stentoreus

Родина: Кобилочкові (Locustellidae)
- Матата болотяна, Megalurus palustris
- Куцокрил довгодзьобий, Locustella major
- Кобилочка-цвіркун, Locustella naevia
- Кущавниця смугаста, Schoenicola striatus

Родина: Ластівкові (Hirundinidae)
- Ластівка сіровола, Riparia chinensis
- Ластівка берегова, Riparia riparia
- Ластівка бліда, Riparia diluta
- Ластівка скельна, Ptyonoprogne rupestris
- Ластівка афро-азійська, Ptyonoprogne fuligula
- Ластівка бура, Ptyonoprogne concolor
- Ластівка сільська, Hirundo rustica
- Ластівка ниткохвоста, Hirundo smithii
- Ластівка даурська, Cecropis daurica
- Ясківка індійська, Petrochelidon fluvicola
- Ластівка міська, Delichon urbicum
- Ластівка азійська, Delichon dasypus

Родина: Бюльбюлеві (Pycnonotidae)
- Бюльбюль червоночубий, Pycnonotus cafer
- Бюльбюль червоногузий, Pycnonotus jocosus
- Бюльбюль рудогузий, Pycnonotus leucotis
- Бюльбюль білощокий, Pycnonotus leucogenys
- Горована гімалайська, Hypsipetes leucocephalus

Родина: Вівчарикові (Phylloscopidae)
- Вівчарик алтайський, Phylloscopus humei
- Вівчарик афганський, Phylloscopus subviridis
- Вівчарик непальський, Phylloscopus chloronotus
- Вівчарик тонкодзьобий, Phylloscopus tytleri
- Вівчарик індійський, Phylloscopus griseolus
- Вівчарик гімалайський, Phylloscopus affinis
- Вівчарик іранський, Phylloscopus neglectus
- Вівчарик світлокрилий, Phylloscopus sindianus
- Вівчарик-ковалик, Phylloscopus collybita
- Скриточуб гірський, Phylloscopus burkii
- Скриточуб-свистун, Phylloscopus whistleri
- Вівчарик жовточеревий, Phylloscopus nitidus
- Вівчарик зелений, Phylloscopus trochiloides
- Вівчарик довгодзьобий, Phylloscopus magnirostris
- Вівчарик світлоголовий, Phylloscopus occipitalis
- Вівчарик весняний, Phylloscopus trochilus
- Вівчарик рододендровий, Phylloscopus reguloides
- Скриточуб смугоголовий, Phylloscopus xanthoschistos
- Вівчарик бурий, Phylloscopus fuscatus

Родина: Вертункові (Scotocercidae)
- Вертунка, Scotocerca inquieta

Родина: Cettiidae
- Очеретянка рудоголова, Cettia brunnifrons
- Очеретянка середземноморська, Cettia cetti
- Очеретянка вохриста, Horornis fortipes
- Широкохвістка гімалайська, Horornis brunnescens

Родина: Ополовникові (Aegithalidae)
- Сікорчик тибетський, Leptopoecile sophiae
- Ополовник чорногорлий, Aegithalos leucogenys
- Ополовник рудоголовий, Aegithalos concinnus'
- Ополовник білогорлий, Aegithalos niveogularis

Родина: Кропив'янкові (Sylviidae)
- Кропив'янка пустельна, Curruca nana
- Кропив'янка рябогруда, Sylvia nisoria
- Кропив'янка прудка, Sylvia curruca
- Кропив'янка товстодзьоба, Curruca crassirostris
- Кропив'янка біловуса, Curruca mystacea
- Кропив'янка сіра, Sylvia communis

Родина: Суторові (Paradoxornithidae)
- Тимелія золотиста, Chrysomma sinense
- Тимелія лучна, Chrysomma altirostre

Родина: Окулярникові (Zosteropidae)
- Окулярник південний, Zosterops palpebrosus

Родина: Тимелієві (Timaliidae)
- Тимелія-темнодзьоб гімалайська, Cyanoderma pyrrhops
- Erythrogenys erythrogenys

Родина: Pellorneidae
- Баблер рудоголовий, Pellorneum ruficeps
- Принія рудогуза, Laticilla burnesii

Родина: Alcippeidae
- Альципа сіроголова, Alcippe poioicephala

Родина: Leiothrichidae
- Кратеропа афганська, Argya huttoni
- Кратеропа довгохвоста, Argya caudata
- Кратеропа смугастоголова, Argya earlei
- Кратеропа сіра, Argya malcolmi
- Кратеропа попеляста, Argya striata
- Чагарниця рудогорла, Ianthocincla rufogularis
- Чагарниця білогорла, Pterorhinus albogularis
- Чагарниця темноброва, Trochalopteron lineatum
- Чагарниця чорнохвоста, Trochalopteron variegatum
- Чагарниця іржастоголова, Trochalopteron erythrocephalum
- Джоя руда, Heterophasia capistrata
- Мезія жовтогорла, Leiothrix lutea

Родина: Золотомушкові (Regulidae)
- Золотомушка жовточуба, Regulus regulus

Родина: Стінолазові (Tichodromidae)
- Стінолаз, Tichodroma muraria

Родина: Повзикові (Sittidae)
- Повзик іржастий, Sitta castanea
- Повзик кашмірський, Sitta cashmirensis
- Повзик білощокий, Sitta leucopsis
- Повзик великий, Sitta tephronota
- Повзик червонодзьобий, Sitta frontalis

Родина: Підкоришникові (Certhiidae)
- Підкоришник високогірний, Certhia hodgsoni
- Підкоришник гімалайський, Certhia himalayana

Родина: Воловоочкові (Troglodytidae)
- Волове очко, Troglodytes troglodytes

Родина: Пронуркові (Cinclidae)
- Пронурок біловолий, Cinclus cinclus
- Пронурок бурий, Cinclus pallasii

Родина: Шпакові (Sturnidae)
- Шпак звичайний, Sturnus vulgaris
- Шпак рожевий, Pastor roseus
- Шпак даурський, Agropsar sturninus (V)
- Шпак строкатий, Gracupica contra
- Шпачок брамінський, Sturnia pagodarum
- Шпачок сіроголовий, Sturnia malabarica
- Майна індійська, Acridotheres tristis
- Майна берегова, Acridotheres ginginianus
- Майна джунглева, Acridotheres fuscus
- Мерл азійський, Saroglossa spilopterus

Родина: Дроздові (Turdidae)
- Лазурець, Grandala coelicolor
- Zoothera mollissima
- Квічаль строкатий, Zoothera dauma
- Квічаль вогнистоголовий, Geokichla citrina
- Дрізд-омелюх, Turdus viscivorus
- Дрізд білобровий, Turdus iliacus
- Дрізд чорний, Turdus merula
- Дрізд сірокрилий, Turdus boulboul
- Дрізд індійський, Turdus unicolor
- Дрізд тибетський, Turdus maximus
- Дрізд гімалайський, Turdus albocinctus
- Дрізд каштановий, Turdus rubrocanus
- Дрізд чорноволий, Turdus atrogularis
- Дрізд рудоволий, Turdus ruficollis
- Дрізд темний, Turdus eunomus
- Дрізд співочий, Turdus philomelos

Родина: Мухоловкові (Muscicapidae)
- Мухоловка сибірська, Muscicapa sibirica
- Мухоловка бура, Muscicapa dauurica
- Мухоловка бамбукова, Muscicapa muttui (A)
- Мухоловка сіра, Muscicapa striata
- Соловейко рудохвостий, Cercotrichas galactotes
- Тарабіла, Copsychus fulicatus
- Шама індійська, Copsychus saularis
- Шама білогуза, Copsychus malabaricus
- Нільтава синьоголова, Cyornis rubeculoides
- Нільтава вохристовола, Cyornis tickelliae
- Нільтава рудочерева, Niltava sundara
- Мухоловка бірюзова, Eumyias thalassinus
- Вільшанка, Erithacus rubecula (V)
- Соловейко білобровий, Larvivora brunnea
- Соловейко західний, Luscinia megarhynchos (V)
- Горихвістка короткокрила, Luscinia phaenicuroides
- Синьошийка, Luscinia svecica
- Аренга велика, Myophonus caeruleus
- Вилохвістка гірська, Enicurus scouleri
- Вилохвістка плямиста, Enicurus maculatus
- Соловейко білохвостий, Calliope pectoralis
- Соловейко біловусий, Calliope tschebaiewi
- Синьохвіст тайговий, Tarsiger cyanurus
- Синьохвіст гімалайський, Tarsiger rufilatus
- Синьохвіст золотистий, Tarsiger chrysaeus
- Мухоловка гімалайська, Ficedula tricolor
- Мухоловка сірощока, Ficedula strophiata
- Мухоловка ультрамаринова, Ficedula superciliaris
- Мухоловка рудохвоста, Ficedula ruficauda
- Мухоловка північна, Ficedula albicilla
- Мухоловка кашмірська, Ficedula subrubra
- Мухоловка мала, Ficedula parva
- Мухоловка широкоброва, Ficedula westermanni
- Горихвістка синьолоба, Phoenicurus frontalis
- Горихвістка сиза, Phoenicurus fuliginosus
- Горихвістка рудоспинна, Phoenicurus erythronotus
- Горихвістка водяна, Phoenicurus leucocephalus
- Горихвістка синьоголова, Phoenicurus coeruleocephala
- Горихвістка звичайна, Phoenicurus phoenicurus
- Горихвістка червоночерева, Phoenicurus erythrogastrus
- Горихвістка чорна, Phoenicurus ochruros
- Скеляр рудочеревий, Monticola rufiventris
- Скеляр білокрилий, Monticola cinclorhyncha
- Скеляр строкатий, Monticola saxatilis
- Скеляр синій, Monticola solitarius
- Трав'янка білоброва, Saxicola macrorhynchus
- Saxicola maurus
- Трав'янка білохвоста, Saxicola leucurus
- Трав'янка чорна, Saxicola caprata
- Трав'янка сіра, Saxicola ferreus
- Кам'янка звичайна, Oenanthe oenanthe
- Кам'янка попеляста, Oenanthe isabellina
- Кам'янка білогруда, Oenanthe monacha
- Кам'янка пустельна, Oenanthe deserti
- Кам'янка лиса, Oenanthe pleschanka
- Cercomela fusca
- Oenanthe picata
- Кам'янка чорноголова, Oenanthe alboniger
- Oenanthe finschii
- Oenanthe lugens
- Oenanthe chrysopygia

Родина: Омелюхові (Bombycillidae)
- Омелюх звичайний, Bombycilla garrulus

Родина: Омельгушкові (Hypocoliidae)
- Омельгушка, Hypocolius ampelinus

Родина: Квіткоїдові (Dicaeidae)
- Квіткоїд товстодзьобий, Dicaeum agile
- Квіткоїд індійський, Dicaeum erythrorhynchos

Родина: Нектаркові (Nectariniidae)
- Маріка пурпурова, Cinnyris asiaticus
- Сіпарая червона, Aethopyga siparaja
- Сіпарая жовточерева, Aethopyga gouldiae

Родина: Ткачикові (Ploceidae)
- Ткачик смугастий, Ploceus manyar
- Бая, Ploceus philippinus
- Ткачик бенгальський, Ploceus benghalensis

Родина: Астрильдові (Estrildidae)
- Бенгалик червоний, Amandava amandava
- Сріблодзьоб індійський, Euodice malabarica
- Мунія іржаста, Lonchura punctulata
- Мунія трибарвна, Lonchura malacca (V)

Родина: Тинівкові (Prunellidae)
- Тинівка альпійська, Prunella collaris
- Тинівка гімалайська, Prunella himalayana
- Тинівка рудовола, Prunella rubeculoides
- Тинівка рудоброва, Prunella strophiata
- Тинівка передньоазійська, Prunella ocularis
- Тинівка бліда, Prunella fulvescens
- Тинівка чорногорла, Prunella atrogularis

Родина: Горобцеві (Passeridae)

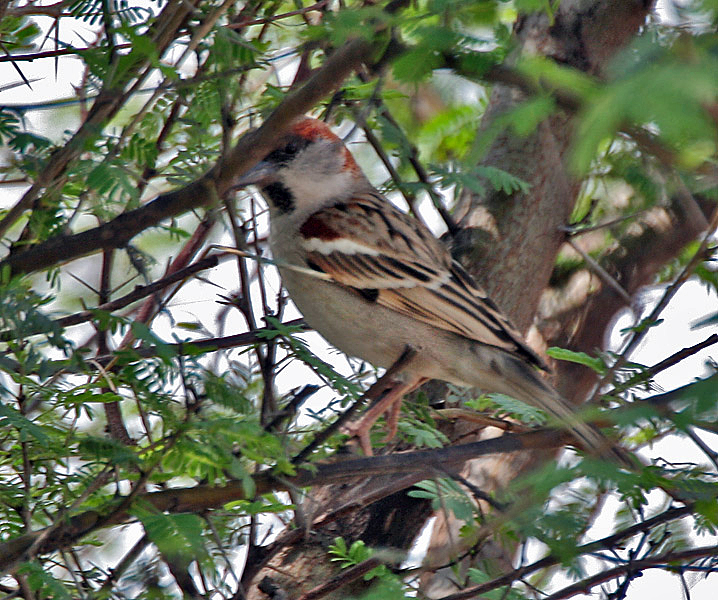
Горобець пакистанський (Passer pyrrhonotus) є символом провінції Сінд

- Горобець хатній, Passer domesticus
- Горобець чорногрудий, Passer hispaniolensis
- Горобець пакистанський, Passer pyrrhonotus
- Горобець рудий, Passer cinnamomeus
- Горобець месопотамський, Passer moabiticus
- Горобець польовий, Passer montanus
- Горобець лимонногорлий, Gymnornis xanthocollis
- Горобець скельний, Petronia petronia
- Горобець короткопалий, Carpospiza brachydactyla
- В'юрок сніговий, Montifringilla nivalis
- Горобець чорнокрилий, Montifringilla adamsi
- Ніверол високогірний, Montifringilla blanfordi

Родина: Плискові (Motacillidae)
- Плиска гірська, Motacilla cinerea
- Плиска жовта, Motacilla flava
- Плиска жовтоголова, Motacilla citreola
- Плиска білоброва, Motacilla maderaspatensis
- Плиска біла, Motacilla alba
- Щеврик азійський, Anthus richardi
- Щеврик іржастий, Anthus rufulus
- Щеврик довгодзьобий, Anthus similis
- Щеврик забайкальський, Anthus godlewskii
- Щеврик польовий, Anthus campestris
- Щеврик гімалайський, Anthus sylvanus
- Щеврик лучний, Anthus pratensis
- Щеврик рожевий, Anthus roseatus
- Щеврик лісовий, Anthus trivialis
- Щеврик оливковий, Anthus hodgsoni
- Щеврик червоногрудий, Anthus cervinus
- Щеврик гірський, Anthus spinoletta
- Щеврик американський, Anthus rubescens

Родина: В'юркові (Fringillidae)
- Зяблик звичайний, Fringilla coelebs
- В'юрок, Fringilla montifringilla
- Коструба афганська, Mycerobas icterioides
- Коструба пекторалова, Mycerobas affinis
- Коструба плямистокрила, Mycerobas melanozanthos
- Коструба арчева, Mycerobas carnipes
- Костогриз звичайний, Coccothraustes coccothraustes
- Чечевиця звичайна, Carpodacus erythrinus
- Чечевиця арчева, Carpodacus rhodochlamys
- Чечевиця афганська, Carpodacus grandis
- Чечевиця червоноброва, Carpodacus rodochroa
- Чечевиця високогірна, Carpodacus rubicilloides
- Чечевиця велика, Carpodacus rubicilla
- Чечевиця червоногорла, Carpodacus puniceus
- Чечевиця білоброва, Carpodacus thura
- Pyrrhula nipalensis
- Снігур пакистанський, Pyrrhula aurantiaca
- Чечевичник малиновокрилий, Rhodopechys sanguineus
- Bucanetes githagineus
- Снігар монгольський, Bucanetes mongolicus
- Армілка гімалайська, Callacanthis burtoni
- Procarduelis nipalensis
- Катуньчик арчевий, Leucosticte nemoricola
- Катуньчик перлистий, Leucosticte brandti
- Rhodospiza obsoleta
- Зеленяк звичайний, Chloris chloris (V)
- Chloris spinoides
- Чечітка гірська, Linaria flavirostris
- Коноплянка, Linaria cannabina
- Шишкар ялиновий, Loxia curvirostra
- Щиглик звичайний, Carduelis carduelis
- Щедрик королівський, Serinus pusillus
- Чиж лісовий, Spinus spinus (V)

Родина: Вівсянкові (Emberizidae)
- Вівсянка чубата, Emberiza lathami
- Вівсянка чорноголова, Emberiza melanocephala
- Вівсянка рудоголова, Emberiza bruniceps
- Просянка, Emberiza calandra
- Вівсянка сіроголова, Emberiza fucata
- Вівсянка гірська, Emberiza cia
- Вівсянка східна, Emberiza godlewskii
- Вівсянка сріблистоголова, Emberiza stewarti
- Вівсянка звичайна, Emberiza citrinella (V)
- Вівсянка білоголова, Emberiza leucocephalos
- Вівсянка скельна, Emberiza buchanani
- Вівсянка садова, Emberiza hortulana (V)
- Вівсянка строкатоголова, Emberiza striolata
- Вівсянка очеретяна, Emberiza schoeniclus
- Вівсянка лучна, Emberiza aureola
- Вівсянка-крихітка, Emberiza pusilla
- Вівсянка руда, Emberiza rutila